# Kotły (instrument muzyczny)
Kotły (wł. timpani, skrót: tp. lub tmp.) – instrument perkusyjny z rodziny membranofonów. Składa się z błony zwanej membraną, rozpiętej ponad korpusem w kształcie misy, zwyczajowo wykonanym z miedzi. Muzyk grający na kotłach (kotlista) wydobywa z nich dźwięk, uderzając w naciąg instrumentu odpowiednią pałką z wykończeniem filcowym. Inaczej niż w większości bębnów, kotły wydają dźwięk o określonej wysokości, możliwe jest zatem ich strojenie. Z formy instrumentu wojskowego kotły wyewoluowały do postaci nieodzownego elementu orkiestry symfonicznej już w XVIII wieku. Dziś wykorzystują je nie tylko orkiestry symfoniczne i marszowe, ale również zespoły rockowe.

## Instrument

### Klasyczne kotły
Kotły składają się z naciągu rozpiętego na miskowatym korpusie, który zwykle wykonany jest z miedzi lub, w przypadku tańszych modeli kotłów, z włókna szklanego lub aluminium. Kotły należą do grupy membranofonów. Naciąg przymocowany jest do obręczy, ta zaś przymocowana jest do korpusu kotłów kontrobręczą. Kontrobręcz wyposażona jest w rozmieszczone równomiernie na jej skraju śruby strojeniowe, których najczęściej jest sześć lub osiem. Odpowiednio luzując i zaciskając śruby, wpłynąć można na wysokość dźwięku wydawanego przez kotły.
Do jakości dźwięku kotłów przyczynia się kształt ich korpusu. Półkuliste korpusy dają jaśniejszy dźwięk, korpusy zaś o przekroju parabolicznym – ciemniejszy. Kolejnym czynnikiem jest faktura korpusu bębna – instrumenty miedziane mogą być gładkie lub z wybitymi wgnieceniami.
Kotły produkowane są w różnych rozmiarach, od ok. 84 centymetrów (33 cali) do rozmiaru bębna piccolo – 30 centymetrów (12 cali) i mniej. 33-calowe kotły wydają dźwięk C („C wielkie”), a kotły piccolo grają w zasięgu klucza wiolinowego. W pochodzącym z roku 1923 balecie Dariusa Milhaud „La création du monde”, muzyk grający na kotłach musi zagrać fis¹.
Każdy z kotłów można stroić w zakresie od kwinty do oktawy.

## Kotły mechaniczne

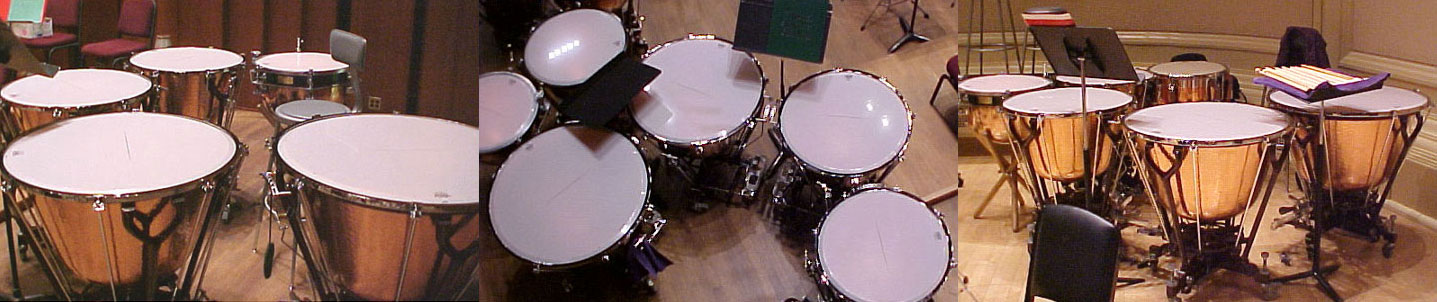
Kotły wyposażone w mechanizmy łańcuchowe i pedałowe w trzech różnych ustawieniach

Zmiana wysokości wydawanego przez kotły dźwięku przez strojenie każdej śruby z osobna jest procesem żmudnym. Pod koniec wieku XIX opracowane zostały systemy pozwalające na zmianę napięcia wszystkich śrub jednocześnie. Kotły wyposażone w taki system można nazwać kotłami mechanicznymi, choć nazwę tę stosuje się częściej w odniesieniu do bębnów, w których występuje pojedyncza rączka połączona z mechanizmem strojącym.

### Kotły wyposażone w pedał

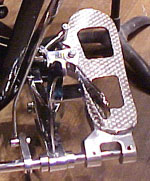
Pedał kotłów drezdeńskich. Kotlista grający na tym instrumencie chcący zmienić wysokość wydawanego przez kotły dźwięku musi zwolnić sprzęgło, widoczne po lewej stronie.

Najpopularniejszy typ kotłów wykorzystywany współcześnie wyposażony jest w pedał, pozwalający na regulację napięcia membrany. Pedał ten jest połączony ze śrubami napinającymi poprzez podobny do pająka system metalowych drążków.
W wykorzystaniu są trzy typy mechanizmów pedałowych:
- System zapadkowo-sprzęgłowy, w którym występuje mechanizm zapadkowy przytrzymujący pedał w jednej pozycji. Przed strojeniem kotłów muzyk musi zwolnić sprzęgło mechanizmu. Po osiągnięciu pożądanej wysokości dźwięku sprzęgło można zacisnąć ponownie.

- W systemie zrównoważonego działania wyrównaniem napięcia membrany kotłów zajmuje się sprężyna lub cylinder hydrauliczny. Pedał utrzymuje się w jednej pozycji, trzymając jednocześnie wysokość dźwięku. System określa się również jako system z luźnym pedałem, gdyż nie ma w nim sprzęgła.

- System sprzęgła ciernego lub pręta ze sprzęgłem wykorzystuje sprzęgło poruszające się wzdłuż metalowego pręta. Zwolnienie sprzęgła uwalnia mechanizm z pręta, pozwalając mu na swobodne poruszanie się.

Każdy bęben wyposażony w pedał i strojony za pomocą przypominającego pająka systemu nazwać można kotłami drezdeńskimi, choć nazwa ta najczęściej odnosi się do pierwszych konstrukcji pedałowych opracowanych w Dreźnie. Dokładniej mówiąc, kotły drezdeńskie mają pedał zamocowany od strony muzyka, który może go przestawiać, poruszając kostką u nogi. Pedały berlińskie przymocowuje się długim ramieniem po przeciwległej do muzyka stronie instrumentu, a kotlista, żeby zmienić brzmienie bębna, musi do obsługi pedału użyć całej swojej nogi.
Większość muzyków wykorzystuje bębny drezdeńskie, które najczęściej wyposażone są w mechanizm zapadkowy lub sprzęgło osadzone na pręcie. Większość orkiestr szkolnych i uczelnianych (poniżej poziomu uniwersyteckiego) korzysta z tańszych, lecz bardziej wytrzymałych konstrukcji, których mechanizmy są prawie w całości zintegrowane z ramą i korpusem instrumentu. W takich kotłach można spotkać dowolny mechanizm, choć najpopularniejsze są rozwiązania ze zrównoważonym działaniem, a na drugim miejscu spotyka się sprzęgła cierne. Wielu profesjonalistów również wykorzystuje tańsze bębny podczas koncertów i występów na wolnym powietrzu, ze względu na ich wytrzymałość.

### Kotły z mechanizmem łańcuchowym

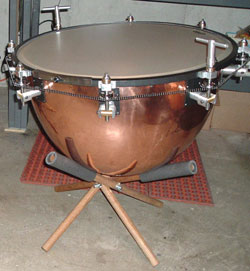
Kotły z mechanizmem łańcuchowym. Widoczne łańcuchy łączące pręty strojeniowe z dźwignią, co umożliwia zmianę napięcia membrany we wszystkich jej punktach

W kotłach z mechanizmem łańcuchowym pręty strojeniowe połączone są łańcuchem podobnym do rowerowego, choć niektórzy producenci w miejsce łańcucha wyposażali kotły w materiały takie, jak stalowe linki. W takich rozwiązaniach wszystkie śruby napinające membranę bębna można zaciskać i luzować poruszając jedną rączką. Mimo że kotły z mechanizmem łańcuchowym są o wiele mniej popularne niż strojone za pomocą pedału, mają swoje zastosowania; przykładem jest sytuacja, gdy muzyk gra na kotłach zasłonięty innymi instrumentami, wskutek czego nie jest w stanie dosięgnąć pedału bębna. Profesjonaliści wykorzystują również wyjątkowo duże lub małe kotły z mechanizmem łańcuchowym lub stalowymi linkami dla uzyskania bardzo wysokich lub niskich brzmień.

### Inne mechanizmy strojeniowe
Rzadko stosowane mechanizmy strojeniowe pozwalają na zmianę wysokości dźwięku generowanego przez kotły za pomocą obrotu instrumentu. Przykładem są instrumenty firmy Jenco, znanej bardziej z produkcji pałek.
Produkowane w Niemczech w początkach XX wieku kotły marszowe strojone są za pomocą rączki lub rzadziej pedału połączonego z podstawą instrumentu. Przesunięcie pedału lub rączki przemieszcza w górę i w dół korpus instrumentu, wpływając na napięcie nieruchomej membrany.
W czasach współczesnych mechanizm strojeniowy z dźwignią stosowany jest w kotłach wiedeńskich, których projekt opracował pierwszy kotlista Filharmoników Wiedeńskich, Hans Schellnar (1865-1945). Usprawnień instrumentu dokonali jego następcy, Richard Hochrainer i Wolfgang Schuster. Ten ostatni jest obecnie producentem strojonych w ten sposób kotłów. Model Wiener Pauken odegrał znaczącą rolę w tradycji wiedeńskiego brzmienia, a kompozytorzy tacy jak Richard Strauss i Gustav Mahler podchodzili do niego z entuzjazmem. Dzisiejsi instrumentaliści z chęcią korzystają z kotłów wiedeńskich, podkreślając ich jakość i tembr.

### Membrany
Podobnie jak naciągi innych bębnów, membrany kotłów mogą być wykonane ze skóry zwierzęcej (zwykle jest to skóra cielęca lub w przypadku kotłów wiedeńskich kozia) lub plastiku (zazwyczaj są to błony PET). Membrany plastikowe są stosunkowo tanie, wytrzymałe i nie poddają się warunkom atmosferycznym, co sprawia, że są częściej stosowane niż membrany skórzane. Profesjonalni muzycy wypowiadają się jednak lepiej o naciągach ze skóry zwierzęcej, uzasadniając swoją decyzję przyjemniejszym, cieplejszym brzmieniem tak pokrytego instrumentu.

## Pałki do kotłów

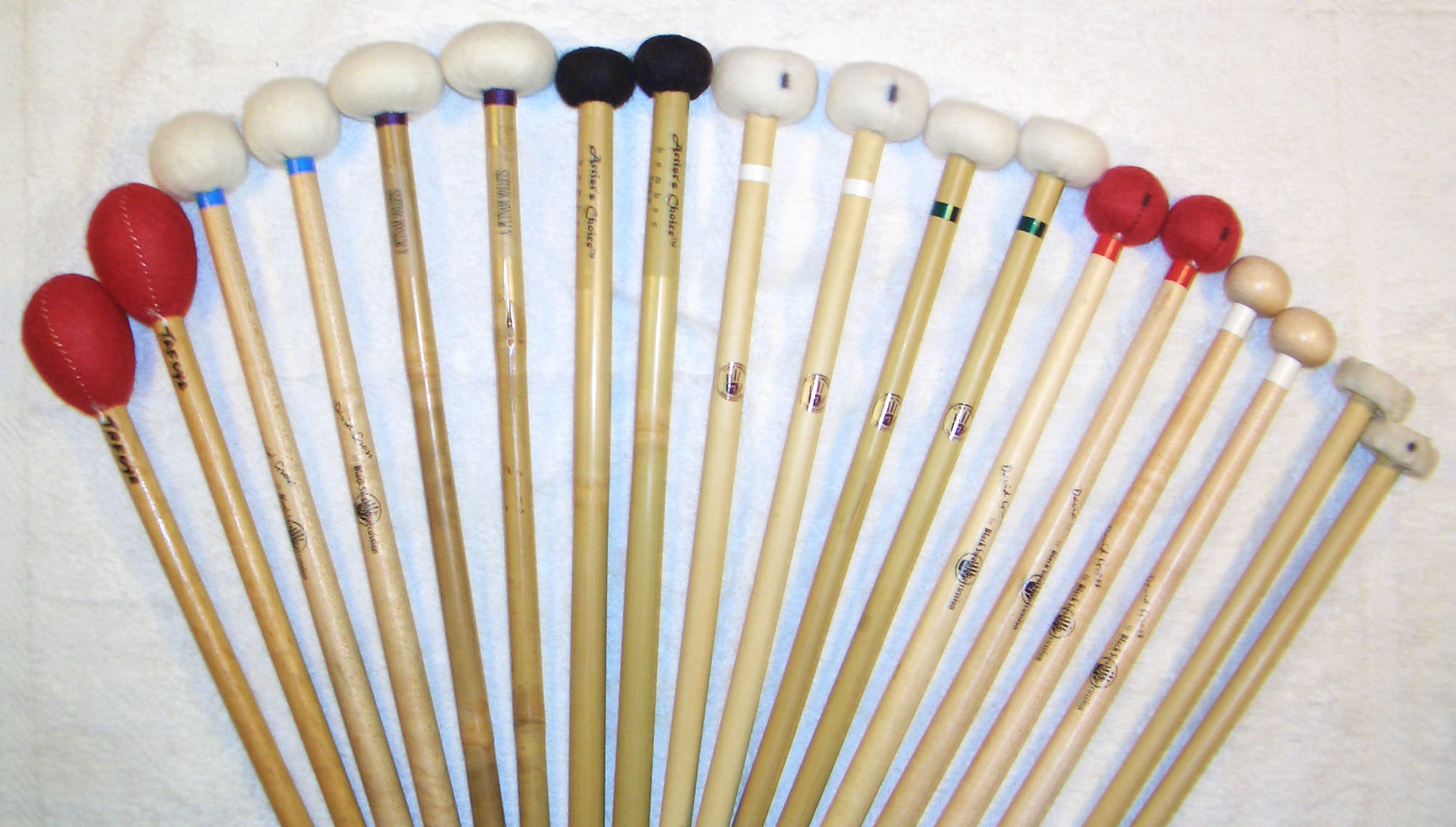
Kotliści korzystają z różnych pałek, pozwalających na uzyskiwanie różnego tembru

Na kotłach gra się odpowiednimi pałkami (po 2 w zestawie). Składają się one z dwóch części – trzonka i główki. Trzonek jest zwykle wykonany z drewna – najczęściej jest to drewno orzechowe, wiśniowe, brzozowe, lub klonowe, czasami zamiast z drewna trzonki pałek wykonuje się z bambusa, rzadziej z aluminium i grafitu. Główka pałki może być wykonana z różnych materiałów, z których najpopularniejszy jest filc, którym okręca się trzonek. Na liście materiałów nadających się na główkę pałki do kotła znajduje się również połączenie filcu z korkiem, a nawet skóra. Pałki mogą mieć również główki z drewna, które dają specyficzny efekt, pożądany podczas grania muzyki barokowej.
Mimo tego, że nie jest to wspomniane w zapisie muzycznym, instrumentalista grający na kotłach może podczas występu zmieniać pałki, co niektórzy robią nawet kilka razy podczas jednego występu, dobierając pałki do charakteru odgrywanej muzyki. Dobór pałek do konkretnego koncertu jest sprawą subiektywną i zależy od instrumentalisty oraz ewentualnie dążeń dyrygenta. Z tych względów wielu muzyków dysponuje szerokim arsenałem pałek. Do jakości dźwięku wydawanego przez kocioł przyczynia się zarówno waga pałki, rozmiar jej główki, materiały, z których wykonana jest główka i trzonek, jak i sposób okręcenia główki naokoło trzonka.
Do początków XX wieku trzonki pałek wykonywano często z kości wielorybich z drewnianymi wnętrzami główek okręconymi gąbką. Kompozytorzy tamtych czasów zalecali właśnie stosowanie pałek pokrytych gąbką. Dzisiejsi instrumentaliści odgrywają partie na pałki pokryte gąbką, używając standardowych pałek filcowych.

## Kotły we współczesnej orkiestrze

### Zestaw kotłów
Standardowy zestaw kotłów składa się z czterech instrumentów o średnicy około 80 cm (32 cale), 75 cm (29 cali), 66 cm (26 cali) i 61 cm (23 cale). Taki zestaw pozwala na zagranie dźwięków od D (D wielkie, pod pierwszą linią dodaną w kluczu basowym) do a (a małe na pierwszej linii od góry w kluczu basowym). Cztery bębny o podanych rozmiarach pozwalają wykonać większość repertuaru orkiestrowego. Igor Strawinski wymaga jednak, by kotły piccolo grające jego Święto wiosny osiągały dźwięk h małe, a Leonard Bernstein w uwerturze do Kandyda używa na zwykłych kotłach dźwięki as (małe) i b powyżej. Kotły piccolo o średnicy 50 cm (20 cali) mogą osiągnąć nawet c¹ (middle c). Wielu profesjonalistów i orkiestr ma zestawy kotłów wyposażonych zarówno w pedał, jak i w mechanizmy łańcuchowe, co pozwala na prawidłowe zagranie utworów, których wykonanie nie jest możliwe przez standardowy zestaw czterech lub pięciu kotłów.
Wiele szkół muzycznych i zespołów, które nie mogą sobie pozwolić na regularne zakupy instrumentów, wyposażonych jest w zestaw trzech kotłów, który stanowił standard do drugiej połowy XX wieku. Zestaw taki zawiera instrumenty o średnicy 75, 66 i 61 centymetrów (odpowiednio 29, 26 i 23 cale) i pozwala na zagranie dźwięków od F (F wielkiego) do a (a małego).
Instrumenty ustawia się w kształt podkowy naokoło muzyka. Kotliści pochodzenia północnoamerykańskiego ustawiają swoje kotły tak, by największy z nich leżał po lewej stronie, muzycy z Niemiec i Austrii zaś rozmieszczają je odwrotnie. Do dziś różnice te zaczęły powoli zanikać i w orkiestrach europejskich można zauważyć instrumenty ustawione na wzór amerykański, a w amerykańskich – na wzór europejski.

### Muzycy
Podczas nauki muzycy mający grać na kotłach uczą się również gry na pozostałych instrumentach perkusyjnych. Jeśli jednak instrumentaliście przyznawane jest miejsce za kotłami w orkiestrze czy zespole, nie wymaga się od niego gry na pozostałych instrumentach. W książce Anatomy of the Orchestra Norman Del Mar opisuje instrumentalistę grającego na kotłach jako „władcę swojego kraju (...) ustalającego standard całej orkiestry”.

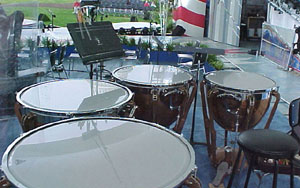
Kotły z mechanizmem zrównoważonego działania są często wykorzystywane podczas występów na wolnym powietrzu ze względu na trwałość

Większość kompozycji zakłada, że w użyciu jest jeden zestaw kotłów. Kompozytorzy dążący do bogatszego i „gęstszego” brzmienia wymagają, by podczas wykonywania ich kompozycji w składzie orkiestry znajdowała się większa liczba kotlistów grających na jednym lub większej liczbie zestawów instrumentów. Sześć symfonii Gustava Mahlera rozpisanych jest na dwa zestawy kotłów. Podobnie Gustav Holst wykorzystuje dwa zestawy kotłów, by w odpowiedniej skali wybrzmiało echo tematu muzycznego „Jowisz” w jego suicie „Planety”. Dwa zestawy kotłów są często spotykane w muzyce romantyzmu i wczesnych kompozycjach dwudziestowiecznych dla dużych orkiestr, choć już tworzący we wczesnych latach romantyzmu Hector Berlioz żądał, by w jego Requiem zabrzmiało osiem par kotłów, na których miało grać dziesięciu instrumentalistów.

### Koncerty na kotły
Nieczęsto spotyka się kompozycje wykorzystujące kotły w roli instrumentu wiodącego, ale można je w literaturze muzycznej znaleźć.
- Johann Christian Fischer (1733-1800), kompozytor niemiecki, napisał symfonię D-dur na 8 kotłów i orkiestrę[1].
- W roku 1983 William Kraft, amerykański kompozytor i perkusista, napisał „Koncert na kotły i orkiestrę”, który zdobył drugą nagrodę na ceremonii „Friedheim Awards” w Centrum Kennedy’ego.
- W roku 2000 Philip Glass, inny kompozytor amerykański, napisał „Concerto Fantasy”, w którym gra orkiestra, a w roli instrumentalistów solowych usłyszeć można dwóch kotlistów, z których każdy gra na siedmiu kotłach.

## Techniki gry

### Uderzanie w bęben
W normalnych warunkach kotlista uderza pałeczką w membranę kotła w odległości około 10 centymetrów (4 cale) od jej krawędzi, co sprawia, że instrument wydaje charakterystyczny donośny dźwięk.
Tremolo na kotłach zagrać można najprościej uderzając szybko w kocioł raz za razem naprzemiennie pałką trzymaną w lewej i prawej ręce. Zasadniczo kotliści nie grają tremola jak werbliści, czyli uderzając w bęben kilka razy tą samą pałką. Wyjątek stanowi 103 Symfonia Es-dur Josepha Haydna Mit dem Paukenwirbel (Z werblem na kotłach), gdzie wymagana jest gra pałkami od werbla i sposobem werblowym.
Jakość wydawanego przez kocioł dźwięku zmieniać można bez wymiany pałek czy strojenia instrumentu. Uderzając w naciąg bliżej jego krawędzi uzyskuje się cieńsze brzmienie. Staccato uzyskuje się uderzając w membranę dwiema pałkami tak blisko siebie, jak to możliwe. Grając tremolo można uderzać obiema pałkami daleko od siebie, by jak największa powierzchnia membrany wibrowała. Istnieje szereg dodatkowych technik gry na kotłach, które mogą być zastosowane przez muzyka w celu uzyskania subtelnych różnic brzmienia.
Czasami kompozytorzy żądają, by kotlista uderzał w membranę w określonych miejscach. Béla Bartók w koncercie skrzypcowym żąda, by na kotłach grano przy krawędzi membrany.

### Strojenie

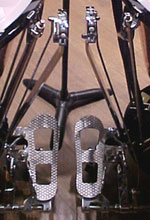
Wskaźniki pozwalają wzrokowo ocenić wysokość dźwięku aktualnie nastrojonego kotła.

Przed rozpoczęciem gry, perkusista musi wyrównać napięcie membrany przy każdej śrubie, by każdy punkt naciągu napięty był w takim samym stopniu. Tak nastrojony instrument wydaje jednolity, czysty dźwięk. Jeśli strojenia nie przeprowadzono, lub było ono niedokładne, dźwięk kotła będzie wzrastał lub opadał po uderzeniu, pojawią się również dźwięki o różnej dynamice w różnych wysokościach.
Podczas strojenia zestawu kotłów przed występem, strojenie instrumentów idzie w parze z ustalaniem interwałów między poszczególnymi elementami zestawu. Kotliści nie obdarzeni słuchem absolutnym posiłkują się podczas tego procesu stroikiem w dowolnej formie, lub dźwiękiem odgrywanym przez jeden z pozostałych instrumentów orkiestry. Żądaną wysokość dźwięku uzyskuje się poprzez interwały. Chcąc na przykład wystroić kotły do dźwięków G i G, kotlista powinien uzyskać dźwięk A (na przykład za pomocą stroika), i stąd obniżyć wysokość w myślach o sekundę wielką (do G) a następnie podwyższyć o kwartę czystą do C. Od kotlistów wymaga się posiadania wyczucia względnych różnic wysokości dźwięku.
Niektóre kotły wyposaża się we wskaźniki pozwalające ocenić wzrokowo wysokość dźwięku, który wydawać będzie aktualnie nastrojony bęben. Są one połączone albo z kontrobręczą (wtedy wskaźnik pokazuje jak bardzo kontrobręcz schowana jest w korpusie instrumentu), albo z pedałem (wtedy wskaźnik pozwala ocenić pozycję pedału). Jednak podczas każdego przesunięcia bębna może zmienić się napięcie jego membrany, więc przed występem niezbędne jest ponowne oznaczenie wysokości dźwięku na wskaźnikach. Urządzenia pokazujące napięcie membrany są szczególnie przydatne muzykom, którzy w trakcie występu muszą szybko przestroić instrument i nie mogą sprawdzić jego brzmienia. Wielu wybitnych instrumentalistów używa wskaźników tylko w ostateczności, preferując strojenie swoich bębnów „na słuch”.
Od kotlistów wymaga się często zmiany strojenia instrumentów w trakcie występu, więc przydatne są techniki pozwalające na zmianę napięcia naciągów w sposób niezauważalny i dokładny.
Czasami do zmiany strojenia kotłów instrumentaliści wykorzystują pedały. Zmieniając naprężenie naciągu, gdy dźwięk bębna jeszcze wybrzmiewa pozwala na uzyskanie efektu portamento, choć czasami efekt ten określany jest (nie do końca prawidłowo) jako glissando. Najbardziej efektowne glissanda uzyskuje się zmieniając wysokość dźwięku z niskiej na względnie o wiele wyższą oraz podczas grania tremola. Jednym z pierwszych kompozytorów wymagających stosowania tego efektu był Carl Nielsen, u którego na przykład w „IV symfonii” pojawiają się dwa zestawy kotłów, grające glissando jednocześnie.
Pedałowanie oznacza zmianę wysokości dźwięku wydawanego przez kocioł za pomocą pedału i w takim kontekście równoznaczne jest ze strojeniem. Jednak z reguły muzycy zachowują ten termin wyłącznie dla sytuacji, gdzie zmiana strojenia bębnów wymagana jest w środku frazy – na przykład w razie konieczności zagrania dwóch dźwięków o różnej wysokości na tym samym kotle. W utworze „Medea's Meditation and Dance of Vengeance” kompozytor wymaga, by muzyk wykonał sekwencję szesnastek ais–h–cis–d. Takiej frazy nie da się zagrać na standardowo rozstawionym i nastrojonym zestawie czterech kotłów, więc kotlista musi zmienić strojenie instrumentów w trakcie grania fragmentu. Napisany przez Benjamina Brittena Nokturn zawiera fragment o podobnym charakterze.

### Tłumienie
Tłumienie kotłów jest zawsze zakładaną częścią techniki gry. Często kotliści tłumią dźwięki bębnów, by te brzmiały tylko tak długo, jak zakładał kompozytor. Wczesne bębny nie rezonowały jednak w takim stopniu, jak współczesne, więc kompozytorzy często zapisywali, gdzie muzyk miał uderzyć w bęben, nie przejmując się długością trwania nuty. Dzisiejsi muzycy chcąc określić pożądaną długość danego dźwięku korzystają z własnego słuchu i zapisu nutowego kompozycji.
Najczęściej spotykanym sposobem tłumienia dźwięku kotła jest położenie opuszek palców na membranie, trzymając pałkę między kciukiem a palcem wskazującym ręki. Kotliści w trakcie nauki muszą posiąść umiejętność stłumienia dźwięku kotła bez wydawania żadnych odgłosów w momencie kontaktu palców z naciągiem.

### Techniki zaawansowane
- Standardowo w danym momencie uderzany jest tylko jeden kocioł, lecz zdarza się, że kompozytorzy żądają uderzenia dwóch dźwięków w tej samej chwili – jak na przykład Ludwig van Beethoven w scherzu IX symfonii.
- Naturalnie kotliści maja tylko po dwie ręce, lecz możliwe jest jednoczesne granie na więcej niż dwóch kotłach. Możliwe jest trzymanie w każdej ręce dwóch pałeczek, jak czynią to muzycy grający na marimbie. Możliwy jest również udział większej ilości muzyków w występie – Hector Berlioz w Grande messe des mortes uzyskuje pełne akordy, korzystając z ośmiu perkusistów, z których każdy gra na dwóch kotłach.
- Jeśli uderzy się dokładnie w środek naciągu kotła, uzyskany dźwięk prawie całkowicie pozbawiony jest wysokości i rezonansu. Efekt ten słychać w utworze Amerykanin w Paryżu George’a Gershwina.
- Często podczas uderzenia danego bębna w wibracje wpada bęben stojący obok. Muzycy muszą unikać takich przypadków, choć kompozytorzy czasem wykorzystują je w utworach solowych – przykładem jest Osiem utworów na dwa kotły Elliotta Cartera.
- Czasami kompozytorzy wymagają by na kotłach grać con sordino (wyciszone), lub coperti (zakryte) – w takich wypadkach na naciągach umieszcza się tłumiki. Wykonane są one najczęściej z pasków skóry lub filcu, a stopień stłumienia naciągu zmieniać można rozmieszczając tłumiki w różnych punktach membrany. Kotły powinny grać con sordino np. w utworze Medea's Meditation and Dance of Vengeance Samuela Barbera. Tłumiki pomagają też w unikaniu wibracji spowodowanej czynnikami zewnętrznymi, takimi jak dźwięk generowany przez pozostałych członków orkiestry.
- Kompozytorzy określają czasami inne przedmioty, którymi mają być uderzane kotły – zamiast pałek. Etiudy i partie solowe na kotły często wykonywane są z wykorzystaniem dłoni i palców. Leonard Bernstein w symfonii Jeremiah i tańcach symfonicznych z West Side Story zamiast pałek używa marakasów. Edward Elgar wykorzystuje kotły do naśladowania dźwięku liniowca oceanicznego w Enigma Variations, żądając, by kotlista korzystał z pałeczek właściwych do gry na werblu. Te jednak najczęściej powodują, że dźwięk jest zbyt głośny, a więc od premiery dzieła zamiast pałeczek do gry na werblu stosuje się obrzeża monet.
- Robert Smith w „Songs of Sailor and Sea” żąda, by największy kocioł zagrał dźwięk podobny do odgłosu wieloryba. Efekt taki osiągnąć można nawilżając palec i przesuwając nim od skraju do środka membrany.
- Techniką wykorzystywaną głównie w występach solowych jest uderzanie w miedziany korpus instrumentu – przykładem jest Sonata na kocioł Johna Becka. Kotliści niechętnie korzystają z tej techniki przy głośnych dźwiękach oraz podczas gry twardymi przyrządami ze względu na łatwość uszkodzenia instrumentu.
- Czasami kompozytorzy – jak na przykład Joseph Schwartner w utworze na instrumenty dęte From a Dark Millenium – żądają, by na membranie bębna położyć odwrócony talerz, w który uderzać należy grając glissando.

## Historia

### Historia do czasów orkiestrowych
W XIII wieku dzięki krzyżowcom i Saracenom do Europy trafiły arabskie instrumenty o nazwie „naker” – małe bębny o średnicy 20–22 cm (8 do 8 i pół cala), przypinane do pasa i wykorzystywane głównie w trakcie ceremonii wojskowych. Taka forma kotłów była w użyciu do XVI wieku.
W roku 1457 legacje węgierskie wysłane przez króla Władysława Pogrobowca podróżowały na dwór francuskiego króla Karola VII z większymi kotłami zamocowanymi na grzbietach koni. Od XII wieku na Środkowym Wschodzie używano też różnych rodzajów kotłów, które wraz z trąbami wyewoluowały do postaci, w której były podstawowym instrumentarium kawalerii. Takie połączenia instrumentów funkcjonują do dziś w części oddziałów armii brytyjskiej, a kotły współbrzmiące z trąbkami weszły do składu orkiestr grających muzykę poważną.
Przez kolejne 200 lat w konstrukcji kotłów poczyniono znaczne usprawnienia. Początkowo naciąg był przymocowany bezpośrednio do korpusu, lecz od XV wieku zaczęto przymocowywać i napinać membrany za pomocą kontrobręczy, która dopiero była połączona z korpusem instrumentu. W początkach XVI wieku stałe mocowania membrany zamieniono na śruby, co pozwalało na strojenie kotłów tak, by wydawały dźwięk o ustalonej wysokości.

### Kotły w orkiestrze
Pierwszym ważniejszym kompozytorem, który pisał muzykę z uwzględnieniem kotłów był Jean-Baptiste Lully – odpowiednie zapisy pojawiły się w jego operze „Thésée” z 1675 roku. Niedługo później kotły zauważyli inni siedemnastowieczni kompozytorzy. W ówczesnej muzyce najmniejszy kocioł był zawsze strojony według toniki, zaś największy według dominanty, co dawało interwał równy kwarcie. Ciekawe jest to, że kotły były uważane za instrumenty transponujące – zapis nutowy określał dźwięki jako C i G, zaś rzeczywiste wysokości dźwięków do zagrania zapisywane były nad pięciolinią (np. „kotły w A-D”).
Później w erze baroku, Johann Sebastian Bach napisał świecką kantatę „Tönet, ihr Pauken! Erschallet, Trompeten!”, co przetłumaczyć można jako „Zamilczcie, o kotły! Zagrajcie, o trąbki!” Naturalnie, w tym utworze kotły są instrumentem wiodącym: rozpoczyna go solowa partia kotłów, po czym melodia wymieniana jest z resztą składu orkiestry. Bach wykorzystał ten sam pomysł w stworzonym później oratorium bożonarodzeniowym.
Ludwig van Beethoven zrewolucjonizował w początkach wieku XIX rolę kotłów w orkiestrze. Nie tylko używał zestawów kotłów strojonych w interwałach innych niż kwarty i kwinty, ale po raz pierwszy użył kotłów na sposób melodyczny. Skomponowany przez niego w roku 1806 Koncert skrzypcowy rozpoczyna się od pięciu uderzeń w kotły, a w scherzu jego IX symfonii (1824) kotły solo naprzemiennie z resztą orkiestry grają muzyczne „pytania i odpowiedzi”.
Kolejnym innowatorem w dziedzinie wykorzystania kotłów był Hector Berlioz, który jednoznacznie określał rodzaj stosowanych do gry pałek – drewnianych, o główkach pokrytych filcem, itd. W niektórych swych dziełach sugerował on też wykorzystanie kilku muzyków grających na kotłach, czego przykładem może być Symfonia fantastyczna z roku 1830.
Do końca wieku XIX kotły strojono ręcznie, za pomocą szeregu śrub, zmieniających napięcie membrany. Takie strojenie było czasochłonne, a kompozytorzy musieli tak pisać swoje dzieła, by pozwolić perkusistom przestroić swoje instrumenty w trakcie wykonywania kompozycji. Pierwsze kotły, które strojono za pomocą pedałów, pojawiły się w Dreźnie w latach 70. XIX wieku, skąd też pochodzi ich nazwa – kotły drezdeńskie. W tamtych czasach jako materiał na naciągi wykorzystywano welin, więc mechaniczne rozwiązania strojeniowe były o tyle niewygodne, że napięcie membrany mogło być różne w różnych jej punktach. Można było zrekompensować te nieprzewidywalne zmiany, poprawiając strojenie ręcznie, co jednak w kotłach z mechanizmem pedałowym nie było proste. Automaty strojeniowe ewoluowały w XX wieku.
Mimo początkowych trudności, kompozytorzy chętnie wykorzystywali nowe możliwości, które uzyskiwano dzięki osiągnięciom techniki budowy kotłów. Carl Nielsen żądał, by kotły grały glissando już w roku 1915, kiedy to pojawiła się jego IV symfonia. Zagranie glissando na kotłach strojonych ręcznie było niewykonalne. W pełni wykorzystał nowe mechanizmy Béla Bartók. Wiele jego niego kompozycji zawiera partie kotłów o takiej rozpiętości, jaka była nie do pomyślenia w czasach sprzed wprowadzenia strojenia pedałowego.

### Kocioł poza orkiestrą

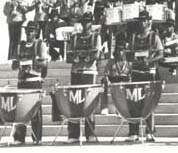
Kotły marszowe

W późniejszych latach kotły włączono do składu zespołów muzycznych innych niż orkiestry symfoniczne – pojawiały się w orkiestrach dętych, orkiestrach marszowych i zespołach dęto-perkusyjnych, które pochodzą od tradycyjnych orkiestr marszowych oraz koncertowych i zaczęły wykorzystywać dźwięk przenośnych kotłów. Każdy instrumentalista takiego zespołu niósł przed sobą jeden kocioł strojony za pomocą korby. Kotły marszowe był zarówno ciężkie, jak i niewygodne, gdyż ich membrana znajdowała się praktycznie na wysokości klatki piersiowej instrumentalisty. Zdarzało się często, że podczas szczególnie skomplikowanych partii muzycznych, kotliści zmuszeni bywali do postawienia instrumentów na ziemi (a ściślej na wysuwanych nóżkach) i do grania na nich jak na instrumentach stacjonarnych – z różnicą polegającą na przypisaniu jednego instrumentalisty do jednego kotła. W początkach lat 80. XX wieku organizacja Drum Corps International (DCI) pozwoliła na ustawianie kotłów, jak też innych instrumentów perkusyjnych na stałe na podłożu. Oznaczało to początek końca kotłów marszowych, zastąpionych podczas występów na wolnym powietrzu kotłami koncertowymi.
Zespoły rock’n’rollowe chcące wzbogacić i urozmaicić swoją muzykę wprowadziły kocioł do studia nagraniowego. Robili tak od lat 60. XX wieku perkusiści takich zespołów, jak The Beatles, Led Zeppelin, The Beach Boys i Queen. Butch Trucks z The Allman Brothers Band często korzysta z kotłów podczas występów na żywo – szczególnie we wstępie utworu „Mountain Jam”.
Muzycy jazzowi również eksperymentowali z kotłami. Sun Ra korzystał z nich od czasu do czasu w ramach projektu Arkestra, czego przykładem jest perkusista Jim Hemdon grający utwory „Reflection in Blue” i „El Viktor”, pochodzące z roku 1957. W roku 1964 Elvin Jones włączył kotły do zestawu perkusyjnego w ramach czteroczęściowej kompozycji „A Love Supreme” Johna Coltrane’a.